# Polycnemeae
Polycnemeae je slabo proučen tribus biljaka iz porodice štirovki smješten u vlastitu potporodicu Polycnemoideae. Postoje 4 roda.
Rodovi ove potporodice i tribusa manje su biljke slabo lignificirane i grmolike čiji su predstavnici rašireni po svim kontinetima.
U Hrvatskoj su prisutne vrste poljska jelica (Polycnemum arvense), velika jelica (Polycnemum majus) i bradavičava jelica (Polycnemum verrucosum).

## Rodovi
1. Polycnemum L. (6 spp.)
2. Nitrophila S. Watson (4 spp.)
3. Hemichroa R. Br. (1 sp.)
4. Surreya R. Masson & G. Kadereit (2 spp.)